# Charles Dierkop
Charles Dierkop est un acteur américain né à La Crosse (Wisconsin) le 11 septembre 1936 et mort le 25 février 2024 à Los Angeles (Californie).

## Biographie
Acteur américain spécialisé dans les seconds rôles de méchants, notamment dans des westerns ou des films de gangsters.

## Filmographie partielle
- 1961 : L'Arnaqueur (non crédité)
- 1964 : Le Prêteur sur gages (non crédité)
- 1967 : L'Affaire Al Capone (The St. Valentine's Day Massacre) de Roger Corman : Salvanti
- 1967 : Star Trek (TV) épisode Un loup dans la bergerie : Morla
- 1968 : Fureur à la plage (The Sweet Ride) de Harvey Hart : Monsieur Nettoyage
- 1969 : The Thousand Plane Raid
- 1969 : Butch Cassidy et le Kid
- 1971 : Angels Hard as They Come
- 1971 : La Cité sous la mer (City Beneath the Sea) d'Irwin Allen : Quinn
- 1972 : The Hot Box
- 1973 : Messiah of Evil
- 1973 : L'Arnaque
- 1974-1978 : Sergent Anderson Série TV (Police Woman) : Pete Royster
- 1981 : Texas Lightning
- 1984 : Douce nuit, sanglante nuit
- 1987 : Banzai Runner
- 1988 : Grotesque
- 1988 : Le Messager de la mort
- 1989 : Blood Red
- 1989 : Liberty & Bash
- 1991 : MacGyver : (saison 7, épisode 12 "Les marchands de sommeil") : Mo Nimitz
- 1994 : Maverick
- 1998 : Merchants of Venus
- 2009 : Forget Me Not